# 콜로라도주의 기

콜로라도 주의 기

콜로라도의 기는 콜로라도주의 깃발이다.

## 의미
파란색-하얀색-파란색으로 이루어진 바탕에 콜로라도의 앞글자를 나타내는 C와, 여기에 둘러싸인 원이 있다. 파란색은 콜로라도 주의 주요 여가 활동인 스키, 하얀색은 산위에 쌓인 눈을 뜻하며, C와 둘러싸인 원의 색깔인 빨간색과 노란색은 스페인의 국기에서 유래되었으며, 금색은 콜로라도의 지하 자원이였던 금을, 빨간색은 콜로라도의 스페인어 어원인 '빨간색 땅'에서 유래되었다.